# Hamadruas heterosticta
Hamadruas heterosticta is een spinnensoort uit de familie van de lynxspinnen (Oxyopidae).
De wetenschappelijke naam van de soort werd in 1897 als Tapponia heterosticta gepubliceerd door Reginald Innes Pocock.